# Максима Горького (Мордовия)
Максима Горького  — поселок в составе  Бабеевского сельского поселения Темниковского района Республики Мордовия.

## География
Находится на расстоянии примерно 8 километров по прямой на юго-запад от районного центра города Темников.

## История
Основан в 1931 году переселенцами из села Лесное Ардашево.

## Население
Постоянное население составляло 10 человек (мордва-мокша 100%) в 2002 году, 3 в 2010 году .